# Italoskarton

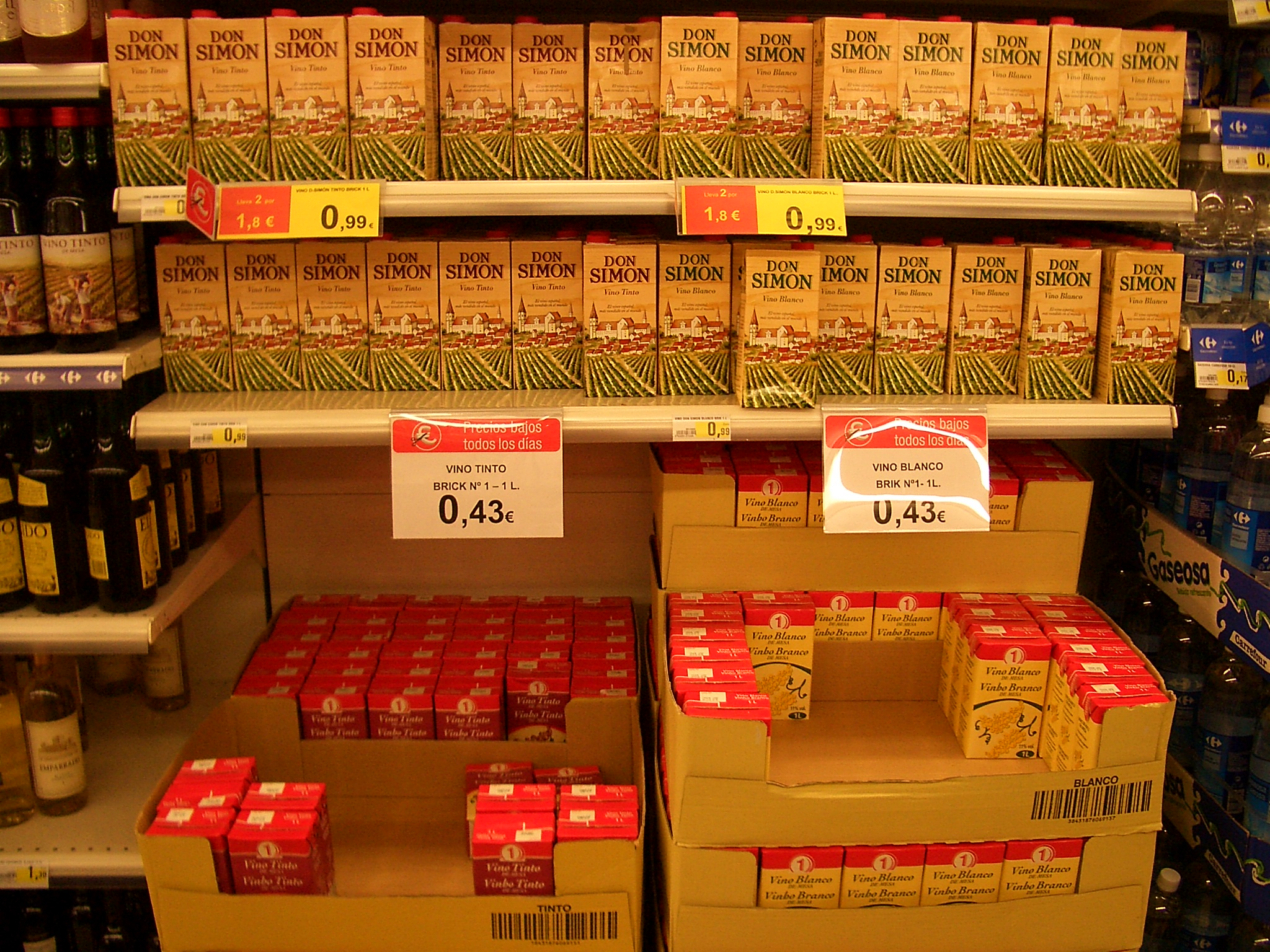
Spanyol borok kartondobozban

Az italoskartont általában tej, üdítőitalok és ritkábban borok csomagolására használják.

## Anyagai
- 75% papír
- 25% műanyag
- 5% alumínium

Ebből következőleg változó, hogy a szelektív hulladékgyűjtő melyik részébe kell dobni. Budapesten és Pécsett a papírt, a többi városban (többek közt Szegeden): a műanyagot gyűjtőbe kell elhelyezni.
Ez a csomagolás, mivel több anyagból készül, csak elég költségesen hasznosítható. Ajánlatos – ha lehet – helyette más csomagolást használni. Környezetvédelmi szempontból a legelőnyösebb a visszaváltható csomagolás (betétdíjas üveg).

## Külső hivatkozások
- Italos Karton Környezetvédelmi Szolgáltató Egyesülés
- Szegedi Környezetgazdálkodási Nonprofit Kht.
- Italos kartondobozok szelektív hulladékgyűjtése